# 富永就姓
富永 就姓（とみなが なりうじ）は、江戸時代前期の武士。毛利氏家臣で長州藩士。父は宍戸元真。母は富永元康の娘。

## 生涯
慶長9年（1604年）、毛利氏家臣である宍戸元真の次男として生まれる。
慶長15年（1610年）、毛利輝元の小姓として仕え始め、就姓の母の申し出を聞き届けた輝元は、就姓に「富永」の苗字を名乗らせて富永氏の先知行地を与えるよう毛利秀就に申し聞かせることを約束した。
また、輝元が病に伏せった際、就姓が輝元の側に日夜詰めて油断なく奉公していることを福原元頼から聞いた毛利秀就に賞賛されている。
寛永5年（1628年）12月28日、毛利秀就から「就」の偏諱と「六郎左衛門尉」の官途名を与えられた。
貞享5年（1688年）1月8日に死去。享年85。子の就正が後を継いだ。なお、就正の代になっても富永氏の先知行地が与えられなかったため、就正が苗字を「宍戸」に戻すことを願い出て、以後は宍戸の苗字を名乗ることとなる。

## 系譜
- 父：宍戸元真（1578-1648）
- 母：富永元康の娘（?-?）
- 正室：不明
  - 長男：宍戸就正（1629-1706） - 初名は富永左伝次。通称は忠左衛門、半右衛門。宝永3年8月5日（1706年9月11日）に死去。享年78。